# Pascale Déry
Pour les articles homonymes, voir Déry.
Pascale Déry, née en 1976 à Montréal, est une journaliste et femme politique québécoise. 

## Biographie
Née en 1976 à Montréal, Pascale Déry fait ses études en journalisme à l'Université de Montréal et possède une maîtrise en science politique et en droit international de l'Université du Québec à Montréal . Elle est chef d'antenne pour Le Canal Nouvelles (LCN) et journaliste pour le réseau TVA de 2005 à 2015. Elle anime le fil des nouvelles à LCN du lundi au vendredi. 
En 2015, elle tente d'être candidate à l'élection fédérale pour le Parti conservateur du Canada dans Mont-Royal mais en perd l'investiture au profit de Robert Libman.  Elle est ensuite candidate conservatrice dans Drummond pour l'élection fédérale de 2015, mais termine quatrième. 
Le 6 janvier 2020, elle se joint à Air Canada comme directrice des relations médiatiques pour le Québec et l'est du pays. 
Le 5 juillet 2022, elle annonce son intention de se présenter aux élections générales québécoises dans la circonscription de Repentigny, sous la bannière de la Coalition avenir Québec. Elle est élue députée à l'Assemblée nationale du Québec le 3 octobre 2022.
Elle est nommée ministre de l'Enseignement supérieur le 20 octobre 2022.
De religion juive, elle parle le français, l'anglais et l'espagnol.

### 43elégislature
Pascale Déry est élue députée de la circonscription de Repentigny lors des élections générales du 3 octobre 2022. Elle est nommée ministre de l’Enseignement supérieur le 20 octobre 2022 et siège également au Comité ministériel de l'économie et de l'environnement depuis la même date.
En avril 2025, elle confirme à l'Assemblée nationale qu'elle renonce à aller de l'avant avec la rémunération des stages dans la fonction publique, une mesure qu'elle avait pourtant appuyée par le passé. Ce recul est expliqué par le contexte de restrictions budgétaires et par la priorisation du financement des conventions collectives dans les secteurs de la santé et de l'éducation. Cette décision survient alors que plusieurs associations étudiantes réclament une compensation financière pour les étudiants en stage et qu'environ 25 000 cégépiens ont déclenché une grève en avril 2025 à ce sujet. Selon la ministre, la mise en œuvre d'une telle mesure représenterait un coût estimé entre 500 et 600 millions de dollars.

## Controverse
En février 2025, elle suscite la controverse en admettant s'être impliquée, à titre de ministre de l'Enseignement supérieur, dans le contenu d'un cours de français offert au Collège Dawson, intitulé Appartenances palestiniennes,,. Cette intervention, jugée inhabituelle, visait à répondre à des plaintes d’étudiants rapportant des malaises liés aux tensions sur les campus en lien avec le conflit israélo-palestinien,. Selon la ministre, certains élèves auraient été contraints d'assister à ce cours spécifique, bien que l’établissement ait indiqué qu'il s'agissait d'une thématique optionnelle. À la demande de Pascale Déry, la direction du cégep procède à une analyse du contenu du cours pour vérifier sa conformité avec les lois et règlements en vigueur, sans y déceler d'infractions,. 
En décembre 2024, Pascale Déry déclenche une enquête ministérielle visant les collèges Dawson et Vanier. Cette démarche suscite des réactions vives au sein de la communauté collégiale. La Fédération nationale des enseignantes et des enseignants du Québec (FNEEQ–CSN) exprime son indignation, rappelant que la liberté académique est protégée tant par la convention collective des enseignants que par les normes internationales établies par l'UNESCO,. La Fédération québécoise des professeures et professeurs d’université (FQPPU) dénonce également cette intervention, la qualifiant d'« atteinte grave » à la liberté académique.
Le geste de la ministre est perçu par certains enseignants comme un « abus de pouvoir » et une « instrumentalisation politique »,. Ces critiques sont renforcées par les liens passés de Pascale Déry avec le Centre consultatif des relations juives et israéliennes (CIJA), où elle a siégé au conseil d'administration entre 2016 et 2022. Certains intervenants soulèvent des préoccupations concernant un possible conflit d'intérêts, compte tenu du rôle du CIJA et de la Fédération CJA dans la promotion de l'enquête sur les collèges Vanier et Dawson,,.
En réponse aux accusations, la ministre défend son intervention en invoquant la nécessité d'assurer un environnement sécuritaire pour les étudiants. Le gouvernement Legault, par la voix de Jean-François Roberge, appuie Pascale Déry en affirmant que les cégeps doivent demeurer des lieux de « vivre ensemble » et d'intégration. Toutefois, l'opposition et plusieurs syndicats maintiennent leurs critiques, certains envisageant même de saisir la Commissaire à l'éthique et à la déontologie pour évaluer la situation.
Le 11 avril 2025, dans les pages de La Presse, 40 professeurs juifs dénoncent une « déformation du concept d'antisémitisme » par la ministre dans le cadre de ses interventions et son enquête. Le 8 mai, plus de 800 professeurs de niveau collégial et universitaire réclament sa démission dans une lettre publiée dans Le Devoir. Le cabinet de la ministre n'a pas voulu commenter la publication de cette lettre, affirmant qu'elle « véhicule des faits erronés ». 

## Résultats électoraux
|                                                                                               | Nom               | Parti            | Nombre de voix | %      | Maj.   |
| --------------------------------------------------------------------------------------------- | ----------------- | ---------------- | -------------- | ------ | ------ |
|                                                                                               | Pascale Déry      | Coalition avenir | 19 747         | 52,4 % | 13 061 |
|                                                                                               | Aïcha Van Dun     | Parti québécois  | 6 686          | 17,7 % | -      |
|                                                                                               | Ednal Marc        | Québec solidaire | 4 783          | 12,7 % | -      |
|                                                                                               | Virginie Bouchard | Libéral          | 3 758          | 10 %   | -      |
|                                                                                               | Serge Cloutier    | Conservateur     | 2 419          | 6,4 %  | -      |
|                                                                                               | David Brisebois   | Climat Québec    | 321            | 0,9 %  | -      |
| Total                                                                                         | Total             | Total            | 37 714         | 100 %  |        |
| Le taux de participation lors de l'élection était de 73,2 % et 492 bulletins ont été rejetés. |                   |                  |                |        |        |